# Chwarzno-Wiczlino
Chwarzno-Wiczlino (kaszub. Chwôrzno-Wiczlëno) – największa pod względem powierzchni dzielnica Gdyni, granicząca z następującymi dzielnicami tegoż miasta: Pustki Cisowskie-Demptowo, Grabówek (obie od północy), Witomino, Karwiny (obie od wschodu) oraz Dąbrowa (od południa), od zachodu także z gminami Żukowo i Szemud, a od północy z gminą Wejherowo.
Dzielnica powstała w 1991 na skutek podziału obszaru miasta na jednostki pomocnicze. W jej skład wchodzą dwa główne osiedla: Chwarzno i Wiczlino – oba w granicach Gdyni znalazły się w 1973 roku.
Już w planie zagospodarowania terenu z roku 1960, teren Chwarzna traktowany był jako miejsce pod przyszły rozwój miasta. Następnie dzielnica została wcielona w skład tzw. "Gdyni Zachód" – obszaru docelowo dla około 100 000 mieszkańców. Od tego czasu teren podlega intensywnej zabudowie jednorodzinnej i wielorodzinnej. Wiodącą rolę w budowie bloków mieszkalnych odgrywa trójmiejski deweloper Hossa, budując od początku lat dwutysięcznych osiedla: Sokółka I-III, Sokółka Zielenisz, Fort Forest, Patio Róży, Wiczlino-Ogród, Sokółka Kamrowskiego, Chwarzno Polanki i Welocity Wiczlino.

## Chwarzno
Chwarzno to dawna wieś folwarczna – z tamtego okresu zachowało się w niej kilka budynków mieszkalnych i gospodarczych oraz park. Obecnie jest to typowe podmiejskie osiedle mieszkalne o zwartej zabudowie – w której skład wchodzą zarówno domy jednorodzinne, jak i kilkukondygnacyjne bloki mieszkalne.

## Wiczlino
Wiczlino to dawna wieś o dużej powierzchni, ale jednocześnie ekstensywnej zabudowie, przez co była obszarem o stosunkowo niewielkiej liczbie mieszkańców. W związku z powyższym nie stało się ono samodzielną dzielnicą. Główną część osiedla stanowi tzw. Wiczlino Wybudowanie – w jego skład wchodzą mniejsze osiedla: Zielenisz, Dębowa Góra, Brzozowa Góra i Niemotowo. Do Wiczlina należą również osada leśna Wielka Rola i część Kolonii Chwaszczyńskiej.